# 天津道奇棒球场
天津道奇棒球場過去是天津雄獅隊的主場，坐落於天津市河西區天津体育学院附近，1986年興建完工，該球場為洛杉磯道奇隊協助興建，因而得名。1991年曾經舉辦過第十六屆亞洲棒球錦標賽與各類的國際友誼賽，該球場兩翼全壘打牆距離本壘為320英尺，中外野為398英尺，是一座適合舉行國際棒球賽的球場。
天津道奇棒球場原址將被改建為一個可舉辦重量級發佈會和音樂會的會館。

## 承办赛事
- 中国棒球联赛

## 相关链接
- 天津雄狮队

## 资料来源
1. ↑  2009中国棒球联赛CBL球队介绍[永久]
2. ↑  [https://www.sohu.com/a/497334597_791225 （页面存档备份，存于）